# Paper Mâché Dream Balloon
Paper Mâché Dream Balloon es el séptimo álbum de estudio de la banda australiana de rock psicodélico King Gizzard & the Lizard Wizard. Fue publicado el 13 de noviembre de 2015 a través del Bandcamp de la banda, y una semana más tarde por Heavenly Records. El álbum fue grabado casi íntegramente con instrumentos acústicos.

## Lista de canciones
El lanzamiento en vinilo tiene las pistas 1–6 en el lado A, y las pistas 7-12 en el lado B. 
Todas las canciones escritas y compuestas por Stu Mackenzie, a menos que alguien más sea especificado. 
| N.º   | Título                      | Escritor(es)                   | Duración |  |
| 1.    | «Sense»                     |                                | 3:30     |  |
| 2.    | «Bone»                      |                                | 2:16     |  |
| 3.    | «Dirt»                      | Joey Walker                    | 2:50     |  |
| 4.    | «Paper Mâché Dream Balloon» |                                | 2:39     |  |
| 5.    | «Trapdoor»                  |                                | 2:38     |  |
| 6.    | «Cold Cadaver»              |                                | 2:43     |  |
| 7.    | «The Bitter Boogie»         | Mackenzie, Ambrose Kenny-Smith | 4:29     |  |
| 8.    | «N.G.R.I. (Bloodstain)»     |                                | 2:25     |  |
| 9.    | «Time = Fate»               | Cook Craig                     | 2:26     |  |
| 10.   | «Time = $$$»                |                                | 2:04     |  |
| 11.   | «Most of What I Like»       | Joey Walker                    | 3:17     |  |
| 12.   | «Paper Mâché»               | Craig, Mackenzie, Walker       | 2:29     |  |
| 33:46 |                             |                                |          |  |

## Personal
Los créditos se adaptaron de las notas del álbum.
King Gizzard & the Lizard Wizard
- Stu Mackenzie – guitarra acústica, batería, piano, voz, flauta, clarinete, contrabajo, bajo eléctrico, violín, percusiones, sitar.
- Lucas Skinner – piano, bajo eléctrico.
- Joey Walker – guitarra acústica, voz, bajo eléctrico, contrabajo.
- Cook Craig – guitarra acústica, voz (pista 9), contrabajo, percusiones.
- Ambrose Kenny-Smith – voz, armónica.
- Michael Cavanagh – batería, bongo, conga.
- Eric Moore – "nada"

Producción
- Stu Mackenzie – grabación (pistas 1-11)
- Lucas Skinner – grabación (pistas 1-11)
- Joey Walker – grabación (pistas 1-11)
- Jacob Portrait – grabación (track 12)
- Mikey Young – mezcla de audio
- Joe Carra – mezcla de audio
- Jason Galea – arte, fotografía